# Seznam prezidentských vet Václava Klause
Prezidentské veto je v právním řádu České republiky jednou z absolutních pravomocí prezidenta republiky, která vyplývá z článku 50 Ústavy ČR. Prezident má možnost s odůvodněním vrátit zákon schválený parlamentem zpět k novému projednání (suspenzivní veto). Poslanecká sněmovna může setrvat na původním návrhu zákona a přehlasovat prezidentské veto nadpoloviční většinou všech poslanců.
Druhým prezidentem v historii samostatné České republiky byl Václav Klaus. Toto je chronologicky řazený seznam zákonů vrácených prezidentem Václavem Klausem během jeho dvou funkčních období od 7. března 2003 do 7. března 2013.
Než nastoupil do úřadu, kritizoval svého předchůdce Václava Havla za nadměrné či nadbytečné vetování zákonů. Ten během svého 10letého působení v úřadu použil právo prezidentského veta 24krát. Stejný počet zákonů pak Václav Klaus vetoval za své první tři roky a tři měsíce v úřadu. 
Rok před koncem svého druhého funkčního období dosáhl dvojnásobného množství. V minulosti své hojné využívání práva veta vysvětloval např. překotným přijímáním nových nekvalitních zákonů zejména v období vlády Jiřího Paroubka. 
V závěrečném období vykonávání svého úřadu byl kritizován některými politiky z řad vládní koalice za to, že vetováním přispívá k nestabilitě vlády.

## Chronologický přehled

### Poslanecká sněmovna PČR, 4. volební období 2002–2006
Poslanecká sněmovna zahájila činnost na své ustavující schůzi 9. července 2002. Levicové strany ve volbách získaly pohodlnou většinu; tři po sobě jdoucí vlády sociálně demokratických premiérů však byly sestaveny v těsně většinových „středových“ koalicích s KDU-ČSL a US-DEU. Václav Klaus nastoupil do svého úřadu v prvním roce vlády Vladimíra Špidly. 7. března 2003 na společné schůzi Poslanecké sněmovny a Senátu složil prezidentský slib. V následujícím období využil své právo veta celkem 29krát, převážně za vlády Jiřího Paroubka.
| Pořadí                                                     | Datum vrácení a prezidentovo odůvodnění | Zákon schválený parlamentem dne                            | Vrácený zákon | Sněmovní tisk č.                                           | Hlasování sněmovny                                         | Hlasování sněmovny                                         | Hlasování sněmovny                                         | Vyhlášení ve Sbírce zákonů                                 |                                                            |
| Pořadí                                                     | Datum vrácení a prezidentovo odůvodnění | Zákon schválený parlamentem dne                            | Vrácený zákon | Sněmovní tisk č.                                           | A                                                          | N                                                          | Z                                                          | Vyhlášení ve Sbírce zákonů                                 |                                                            |
| Vláda Vladimíra Špidly (15. července 2002 – 4. srpna 2004) | Vláda Vladimíra Špidly (15. července 2002 – 4. srpna 2004) | Vláda Vladimíra Špidly (15. července 2002 – 4. srpna 2004) | Vláda Vladimíra Špidly (15. července 2002 – 4. srpna 2004) | Vláda Vladimíra Špidly (15. července 2002 – 4. srpna 2004) | Vláda Vladimíra Špidly (15. července 2002 – 4. srpna 2004) | Vláda Vladimíra Špidly (15. července 2002 – 4. srpna 2004) | Vláda Vladimíra Špidly (15. července 2002 – 4. srpna 2004) | Vláda Vladimíra Špidly (15. července 2002 – 4. srpna 2004) | Vláda Vladimíra Špidly (15. července 2002 – 4. srpna 2004) |
| ---------------------------------------------------------- | --- | ---------------------------------------------------------- | --- | ---------------------------------------------------------- | ---------------------------------------------------------- | ---------------------------------------------------------- | ---------------------------------------------------------- | ---------------------------------------------------------- | ---------------------------------------------------------- |
| 1.                                                         | 13. května 2003 Jednoúčelový zákon zavádějící nestandardní pravidla pro vybrané subjekty a posilující byrokracii.                                                      | 18. dubna 2003                                             | o podmínkách provozování zoologických zahrad a o změně některých zákonů (zákon o zoologických zahradách) Zákon zakotvoval pravidla povolovacího systému zoologických zahrad. | 62                                                         | 28. května 2003 byl přijat                                 | 28. května 2003 byl přijat                                 | 28. května 2003 byl přijat                                 | 9. června 2003 162/2003 Sb.                                |                                                            |
| 1.                                                         | 13. května 2003 Jednoúčelový zákon zavádějící nestandardní pravidla pro vybrané subjekty a posilující byrokracii.                                                      | 18. dubna 2003                                             | o podmínkách provozování zoologických zahrad a o změně některých zákonů (zákon o zoologických zahradách) Zákon zakotvoval pravidla povolovacího systému zoologických zahrad. | 62                                                         | 135                                                        | 42                                                         | 6                                                          | 9. června 2003 162/2003 Sb.                                |                                                            |
| 2.                                                         | 18. července 2003 Negativní dopad na podnikatelské prostředí a důkladnější posouzení zákona sněmovnou.                                                                 | 4. července 2003                                           | kterým se mění zákon č. 588/1992 Sb., o dani z přidané hodnoty, ve znění pozdějších předpisů, a zákon č. 337/1992 Sb., o správě daní a poplatků, ve znění pozdějších předpisů Novela v rámci harmonizace s legislativou Evropské unie upravila (zvýšila) sazby spotřební daně u tabákových výrobků a lihu a zpřesnila definici předmětu daně. | 205                                                        | 23. září 2003 byl přijat                                   | 23. září 2003 byl přijat                                   | 23. září 2003 byl přijat                                   | 30. září 2003 322/2003 Sb.                                 |                                                            |
| 2.                                                         | 18. července 2003 Negativní dopad na podnikatelské prostředí a důkladnější posouzení zákona sněmovnou.                                                                 | 4. července 2003                                           | kterým se mění zákon č. 588/1992 Sb., o dani z přidané hodnoty, ve znění pozdějších předpisů, a zákon č. 337/1992 Sb., o správě daní a poplatků, ve znění pozdějších předpisů Novela v rámci harmonizace s legislativou Evropské unie upravila (zvýšila) sazby spotřební daně u tabákových výrobků a lihu a zpřesnila definici předmětu daně. | 205                                                        | 101                                                        | 98                                                         | 0                                                          | 30. září 2003 322/2003 Sb.                                 |                                                            |
| 3.                                                         | 26. listopadu 2003 Dílčí navýšení příjmů v systému zdravotního pojištění na úkor podnikatelů bez komplexního řešení financování zdravotnictví.                         | 8. listopadu 2003                                          | kterým se mění zákon č. 592/1992 Sb., o pojistném na všeobecné zdravotní pojištění, ve znění pozdějších předpisů, zákon č. 551/1991 Sb., o Všeobecné zdravotní pojišťovně České republiky, ve znění pozdějších předpisů, a zákon č. 48/1997 Sb., o veřejném zdravotním pojištění a o změně a doplnění některých souvisejících zákonů, ve znění pozdějších předpisů Novela u osob samostatně výdělečně činných zvýšila vyměřovací základ pro odvod z pojistného a minimální vyměřovací základ odvodila od průměrné místo od minimální mzdy. | 399                                                        | 11. prosince 2003 byl přijat                               | 11. prosince 2003 byl přijat                               | 11. prosince 2003 byl přijat                               | 22. prosince 2003 455/2003 Sb.                             |                                                            |
| 3.                                                         | 26. listopadu 2003 Dílčí navýšení příjmů v systému zdravotního pojištění na úkor podnikatelů bez komplexního řešení financování zdravotnictví.                         | 8. listopadu 2003                                          | kterým se mění zákon č. 592/1992 Sb., o pojistném na všeobecné zdravotní pojištění, ve znění pozdějších předpisů, zákon č. 551/1991 Sb., o Všeobecné zdravotní pojišťovně České republiky, ve znění pozdějších předpisů, a zákon č. 48/1997 Sb., o veřejném zdravotním pojištění a o změně a doplnění některých souvisejících zákonů, ve znění pozdějších předpisů Novela u osob samostatně výdělečně činných zvýšila vyměřovací základ pro odvod z pojistného a minimální vyměřovací základ odvodila od průměrné místo od minimální mzdy. | 399                                                        | 102                                                        | 55                                                         | 36                                                         | 22. prosince 2003 455/2003 Sb.                             |                                                            |
| 4.                                                         | 27. listopadu 2003 Nerovnost OSVČ vůči zaměstnancům při výplatě sociálních dávek.                                                                                      | 6. listopadu 2003                                          | kterým se mění zákon č. 117/1995 Sb., o státní sociální podpoře, ve znění pozdějších předpisů, a některé další zákony. Hlavní změnou návrhu byl přesun výkonu státní sociální podpory v prvním stupni na úřady práce místo obecních úřadů obcí s rozšířenou působností, dále zrušení příspěvku na dopravu školáků, poskytování rodičovského příspěvku bez ohledu na výši příjmu rodičů, osobám samostatně výdělečně činným zaváděl započítávání nejméně 50 % průměrné mzdy do rozhodného příjmu pro účely státní sociální podpory. | 397                                                        | 11. prosince 2003 byl přijat                               | 11. prosince 2003 byl přijat                               | 11. prosince 2003 byl přijat                               | 22. prosince 2003 453/2003 Sb.                             |                                                            |
| 4.                                                         | 27. listopadu 2003 Nerovnost OSVČ vůči zaměstnancům při výplatě sociálních dávek.                                                                                      | 6. listopadu 2003                                          | kterým se mění zákon č. 117/1995 Sb., o státní sociální podpoře, ve znění pozdějších předpisů, a některé další zákony. Hlavní změnou návrhu byl přesun výkonu státní sociální podpory v prvním stupni na úřady práce místo obecních úřadů obcí s rozšířenou působností, dále zrušení příspěvku na dopravu školáků, poskytování rodičovského příspěvku bez ohledu na výši příjmu rodičů, osobám samostatně výdělečně činným zaváděl započítávání nejméně 50 % průměrné mzdy do rozhodného příjmu pro účely státní sociální podpory. | 397                                                        | 101                                                        | 92                                                         | 2                                                          | 22. prosince 2003 453/2003 Sb.                             |                                                            |
| 5.                                                         | 12. ledna 2004 Narušení rovnováhy mezi složkami státní moci v neprospěch moci zákonodárné, otevírání právního řádu zásahům cizích autorit.                             | 15. prosince 2003                                          | kterým se mění zákon č. 182/1993 Sb., o Ústavním soudu, ve znění pozdějších předpisů Novela se týkala přístupu k Ústavnímu soudu a možnosti nápravy těch rozhodnutí Ústavního soudu, které Evropský soud pro lidská práva shledal jako odporující Evropské úmluvě o lidských právech. | 284                                                        | 10. února 2004 byl přijat                                  | 10. února 2004 byl přijat                                  | 10. února 2004 byl přijat                                  | 19. února 2004 83/2004 Sb.                                 |                                                            |
| 5.                                                         | 12. ledna 2004 Narušení rovnováhy mezi složkami státní moci v neprospěch moci zákonodárné, otevírání právního řádu zásahům cizích autorit.                             | 15. prosince 2003                                          | kterým se mění zákon č. 182/1993 Sb., o Ústavním soudu, ve znění pozdějších předpisů Novela se týkala přístupu k Ústavnímu soudu a možnosti nápravy těch rozhodnutí Ústavního soudu, které Evropský soud pro lidská práva shledal jako odporující Evropské úmluvě o lidských právech. | 284                                                        | 101                                                        | 84                                                         | 11                                                         | 19. února 2004 83/2004 Sb.                                 |                                                            |
| 6.                                                         | 29. ledna 2004 Požadavky na kvalifikaci zemědělského podnikatele. | 14. ledna 2004                                             | kterým se mění zákon č. 252/1997 Sb., o zemědělství, ve znění pozdějších předpisů, a některé další zákony Změna řešila evidenci zemědělských podnikatelů, kterou měly vést krajské úřady místo obecních úřadů, a kvalifikační požadavky na zemědělské podnikatele. | 350                                                        | 10. února 2004 byl přijat                                  | 10. února 2004 byl přijat                                  | 10. února 2004 byl přijat                                  | 19. února 2004 85/2004 Sb.                                 |                                                            |
| 6.                                                         | 29. ledna 2004 Požadavky na kvalifikaci zemědělského podnikatele. | 14. ledna 2004                                             | kterým se mění zákon č. 252/1997 Sb., o zemědělství, ve znění pozdějších předpisů, a některé další zákony Změna řešila evidenci zemědělských podnikatelů, kterou měly vést krajské úřady místo obecních úřadů, a kvalifikační požadavky na zemědělské podnikatele. | 350                                                        | 133                                                        | 55                                                         | 8                                                          | 19. února 2004 85/2004 Sb.                                 |                                                            |
| 7.                                                         | 11. března 2004 Zákon neprošel standardním připomínkovým řízením, nesouhlasil s ním Senát, není zaručena anonymita registrů.                                           | 20. února 2004                                             | kterým se mění zákon č. 20/1966 Sb., o péči o zdraví lidu, ve znění pozdějších předpisů Novela zakotvovala pravidla poskytování osobních údajů zdravotnickými zařízeními Národnímu zdravotnímu informačnímu systému. Data byla dosud sbírána na základě opatření č. 18/2002. | 419                                                        | 24. března 2004 byl přijat                                 | 24. března 2004 byl přijat                                 | 24. března 2004 byl přijat                                 | 9. dubna 2004 156/2004 Sb.                                 |                                                            |
| 7.                                                         | 11. března 2004 Zákon neprošel standardním připomínkovým řízením, nesouhlasil s ním Senát, není zaručena anonymita registrů.                                           | 20. února 2004                                             | kterým se mění zákon č. 20/1966 Sb., o péči o zdraví lidu, ve znění pozdějších předpisů Novela zakotvovala pravidla poskytování osobních údajů zdravotnickými zařízeními Národnímu zdravotnímu informačnímu systému. Data byla dosud sbírána na základě opatření č. 18/2002. | 419                                                        | 124                                                        | 48                                                         | 1                                                          | 9. dubna 2004 156/2004 Sb.                                 |                                                            |
| 8.                                                         | 9. dubna 2004 Některá opatření prezident považoval za sporná s negativními důsledky pro podniky a občany.                                                              | 1. dubna 2004                                              | o dani z přidané hodnoty Změny zahrnovaly řadu úprav souvisejících se vstupem do Evropské unie, celkově vedoucích ke zvýšení příjmu z daně, nejvýznamnější bylo rozšíření okruhu zboží a služeb zdaňovaných základní sazbou daně. | 496                                                        | 22. dubna 2004 byl přijat                                  | 22. dubna 2004 byl přijat                                  | 22. dubna 2004 byl přijat                                  | 23. dubna 2004 235/2004 Sb.                                |                                                            |
| 8.                                                         | 9. dubna 2004 Některá opatření prezident považoval za sporná s negativními důsledky pro podniky a občany.                                                              | 1. dubna 2004                                              | o dani z přidané hodnoty Změny zahrnovaly řadu úprav souvisejících se vstupem do Evropské unie, celkově vedoucích ke zvýšení příjmu z daně, nejvýznamnější bylo rozšíření okruhu zboží a služeb zdaňovaných základní sazbou daně. | 496                                                        | 101                                                        | 83                                                         | 0                                                          | 23. dubna 2004 235/2004 Sb.                                |                                                            |
| 8.                                                         | 9. dubna 2004 Některá opatření prezident považoval za sporná s negativními důsledky pro podniky a občany.                                                              | 1. dubna 2004                                              | zákon, kterým se v souvislosti s přijetím zákona o dani z přidané hodnoty mění některé zákony a přijímají některá další opatření a mění zákon č. 353/2003 Sb., o spotřebních daních, ve znění zákona č. 479/2003 Sb., a zákon č. 338/1992 Sb., o dani z nemovitostí, ve znění pozdějších předpisů | 497                                                        | 22. dubna 2004 byl přijat                                  | 22. dubna 2004 byl přijat                                  | 22. dubna 2004 byl přijat                                  | 23. dubna 2004 237/2004 Sb.                                |                                                            |
| 8.                                                         | 9. dubna 2004 Některá opatření prezident považoval za sporná s negativními důsledky pro podniky a občany.                                                              | 1. dubna 2004                                              | zákon, kterým se v souvislosti s přijetím zákona o dani z přidané hodnoty mění některé zákony a přijímají některá další opatření a mění zákon č. 353/2003 Sb., o spotřebních daních, ve znění zákona č. 479/2003 Sb., a zákon č. 338/1992 Sb., o dani z nemovitostí, ve znění pozdějších předpisů | 497                                                        | 131                                                        | 51                                                         | 2                                                          | 23. dubna 2004 237/2004 Sb.                                |                                                            |
| Vláda Stanislava Grosse (4. srpna 2004 – 25. dubna 2005)   | |                                                            | |                                                            |                                                            |                                                            |                                                            |                                                            |                                                            |
| 9.                                                         | 23. srpna 2004 Nedodržení zásady, že „občan nemůže být nucen k opuštění své vlasti“.                                                                                   | 29. července 2004                                          | kterým se mění zákon č. 140/1961 Sb., trestní zákon, ve znění pozdějších předpisů, a zákon č. 119/2002 Sb., o střelných zbraních a střelivu a o změně zákona č. 156/2000 Sb., o ověřování střelných zbraní, střeliva a pyrotechnických předmětů a o změně zákona č. 288/1995 Sb., o střelných zbraních a střelivu (zákon o střelných zbraních), ve znění zákona č. 13/1998 Sb., a zákona č. 368/1992 Sb., o správních poplatcích, ve znění pozdějších předpisů, a zákona č. 455/1991 Sb., o živnostenském podnikání (živnostenský zákon), ve znění pozdějších předpisů, (zákon o zbraních), ve znění pozdějších předpisů Změny zaváděly možnost předání občana České republiky jinému státu Evropské unie na základě evropského zatýkacího rozkazu, vymezovaly skutkové podstaty teroristického útoku, obchodování s lidmi, účasti na zločinném spolčení a některé další. | 514                                                        | 24. září 2004 byl přijat                                   | 24. září 2004 byl přijat                                   | 24. září 2004 byl přijat                                   | 22. října 2004 537/2004 Sb.                                |                                                            |
| 9.                                                         | 23. srpna 2004 Nedodržení zásady, že „občan nemůže být nucen k opuštění své vlasti“.                                                                                   | 29. července 2004                                          | kterým se mění zákon č. 140/1961 Sb., trestní zákon, ve znění pozdějších předpisů, a zákon č. 119/2002 Sb., o střelných zbraních a střelivu a o změně zákona č. 156/2000 Sb., o ověřování střelných zbraní, střeliva a pyrotechnických předmětů a o změně zákona č. 288/1995 Sb., o střelných zbraních a střelivu (zákon o střelných zbraních), ve znění zákona č. 13/1998 Sb., a zákona č. 368/1992 Sb., o správních poplatcích, ve znění pozdějších předpisů, a zákona č. 455/1991 Sb., o živnostenském podnikání (živnostenský zákon), ve znění pozdějších předpisů, (zákon o zbraních), ve znění pozdějších předpisů Změny zaváděly možnost předání občana České republiky jinému státu Evropské unie na základě evropského zatýkacího rozkazu, vymezovaly skutkové podstaty teroristického útoku, obchodování s lidmi, účasti na zločinném spolčení a některé další. | 514                                                        | 105                                                        | 80                                                         | 8                                                          | 22. října 2004 537/2004 Sb.                                |                                                            |
| 10.                                                        | 23. srpna 2004 Nedodržení zásady, že „občan nemůže být nucen k opuštění své vlasti“.                                                                                   | 29. července 2004                                          | kterým se mění zákon č. 141/1961 Sb., o trestním řízení soudním (trestní řád), ve znění pozdějších předpisů, a některé další zákony Změny souvisely se zavedením evropského zatýkacího rozkazu. | 533                                                        | 24. září 2004 byl přijat                                   | 24. září 2004 byl přijat                                   | 24. září 2004 byl přijat                                   | 22. října 2004 539/2004 Sb.                                |                                                            |
| 10.                                                        | 23. srpna 2004 Nedodržení zásady, že „občan nemůže být nucen k opuštění své vlasti“.                                                                                   | 29. července 2004                                          | kterým se mění zákon č. 141/1961 Sb., o trestním řízení soudním (trestní řád), ve znění pozdějších předpisů, a některé další zákony Změny souvisely se zavedením evropského zatýkacího rozkazu. | 533                                                        | 101                                                        | 85                                                         | 8                                                          | 22. října 2004 539/2004 Sb.                                |                                                            |
| 11.                                                        | 9. února 2005 Nepřiměřená regulace lidských aktivit a připojení nesouvisející části týkající se právní formy nemocnic.                                                 | 21. ledna 2005                                             | o hodnocení hluku v životním prostředí a o změně zákona č. 250/2000 Sb., o rozpočtových pravidlech územních rozpočtů, ve znění pozdějších předpisů | 639                                                        | 22. února 2005 nebyl přijat                                | 22. února 2005 nebyl přijat                                | 22. února 2005 nebyl přijat                                | –                                                          |                                                            |
| 11.                                                        | 9. února 2005 Nepřiměřená regulace lidských aktivit a připojení nesouvisející části týkající se právní formy nemocnic.                                                 | 21. ledna 2005                                             | o hodnocení hluku v životním prostředí a o změně zákona č. 250/2000 Sb., o rozpočtových pravidlech územních rozpočtů, ve znění pozdějších předpisů | 639                                                        | 100                                                        | 56                                                         | 8                                                          | –                                                          |                                                            |
| 12.                                                        | 10. února 2005 Spor mezi sněmovnou a senátem ohledně platnosti zákona.                                                                                                 | 24. listopadu 2004                                         | kterým se mění zákon č. 238/1992 Sb., o některých opatřeních souvisejících s ochranou veřejného zájmu a o neslučitelnosti některých funkcí (zákon o střetu zájmů) Novela měla upravit střet zájmů členů zastupitelstev krajů, zastupitelstva hlavního města Prahy a zastupitelstev měst s rozšířenou působností. | 550                                                        | 22. února 2005 byl přijat                                  | 22. února 2005 byl přijat                                  | 22. února 2005 byl přijat                                  | 28. února 2005 96/2005 Sb.                                 |                                                            |
| 12.                                                        | 10. února 2005 Spor mezi sněmovnou a senátem ohledně platnosti zákona.                                                                                                 | 24. listopadu 2004                                         | kterým se mění zákon č. 238/1992 Sb., o některých opatřeních souvisejících s ochranou veřejného zájmu a o neslučitelnosti některých funkcí (zákon o střetu zájmů) Novela měla upravit střet zájmů členů zastupitelstev krajů, zastupitelstva hlavního města Prahy a zastupitelstev měst s rozšířenou působností. | 550                                                        | 112                                                        | 2                                                          | 6                                                          | 28. února 2005 96/2005 Sb.                                 |                                                            |
| Vláda Jiřího Paroubka (25. dubna 2005 – 4. září 2006)      | |                                                            | |                                                            |                                                            |                                                            |                                                            |                                                            |                                                            |
| 13.                                                        | 18. května 2005 Závaznost kolektivních smluv i pro podniky, které se neúčastnily vyjednávání.                                                                          | 3. května 2005                                             | kterým se mění zákon č. 2/1991 Sb., o kolektivním vyjednávání, ve znění pozdějších předpisů Novela opět zaváděla ustanovení o rozšiřování závaznosti kolektivních smluv vyššího stupně na další zaměstnavatele zrušené Ústavním soudem. | 721                                                        | 14. června 2005 byl přijat                                 | 14. června 2005 byl přijat                                 | 14. června 2005 byl přijat                                 | 29. června 2005 255/2005 Sb.                               |                                                            |
| 13.                                                        | 18. května 2005 Závaznost kolektivních smluv i pro podniky, které se neúčastnily vyjednávání.                                                                          | 3. května 2005                                             | kterým se mění zákon č. 2/1991 Sb., o kolektivním vyjednávání, ve znění pozdějších předpisů Novela opět zaváděla ustanovení o rozšiřování závaznosti kolektivních smluv vyššího stupně na další zaměstnavatele zrušené Ústavním soudem. | 721                                                        | 104                                                        | 66                                                         | 10                                                         | 29. června 2005 255/2005 Sb.                               |                                                            |
| 14.                                                        | 19. května 2005 Z pracovně právního vztahu zákon činí veřejnou instituci.                                                                                              | 3. května 2005                                             | o inspekci práce | 685                                                        | 14. června 2005 byl přijat                                 | 14. června 2005 byl přijat                                 | 14. června 2005 byl přijat                                 | 29. června 2005 251/2005 Sb.                               |                                                            |
| 14.                                                        | 19. května 2005 Z pracovně právního vztahu zákon činí veřejnou instituci.                                                                                              | 3. května 2005                                             | o inspekci práce | 685                                                        | 112                                                        | 49                                                         | 17                                                         | 29. června 2005 251/2005 Sb.                               |                                                            |
| 14.                                                        | 19. května 2005 Z pracovně právního vztahu zákon činí veřejnou instituci.                                                                                              | 3. května 2005                                             | kterým se mění některé zákony v souvislosti s přijetím zákona o inspekci práce | 686                                                        | 14. června 2005 byl přijat                                 | 14. června 2005 byl přijat                                 | 14. června 2005 byl přijat                                 | 29. června 2005 253/2005 Sb.                               |                                                            |
| 14.                                                        | 19. května 2005 Z pracovně právního vztahu zákon činí veřejnou instituci.                                                                                              | 3. května 2005                                             | kterým se mění některé zákony v souvislosti s přijetím zákona o inspekci práce | 686                                                        | 112                                                        | 45                                                         | 21                                                         | 29. června 2005 253/2005 Sb.                               |                                                            |
| 15.                                                        | 12. září 2005 Zákaz převést zdravotnické zařízení do formy obchodní společnosti do přijetí zákona o veřejných neziskových ústavních zdravotnických zařízeních.         | 19. srpna 2005                                             | kterým se mění zákon č. 258/2000 Sb., o ochraně veřejného zdraví a o změně některých souvisejících zákonů, ve znění pozdějších předpisů, a některé další zákony Smyslem novely bylo převzetí směrnic Evropské unie v oblastech kosmetických prostředků, výrobků přicházejících do přímého styku s potravinami a pokrmy, ochrany zdraví při práci, úprava podmínek uznávání odborné způsobilosti občanů států Evropské unie a zpřesnění stávajících povinností osob a oprávnění správních úřadů na úseku ochrany veřejného zdraví. | 824                                                        | 23. září 2005 byl přijat                                   | 23. září 2005 byl přijat                                   | 23. září 2005 byl přijat                                   | 27. září 2005 392/2005 Sb.                                 |                                                            |
| 15.                                                        | 12. září 2005 Zákaz převést zdravotnické zařízení do formy obchodní společnosti do přijetí zákona o veřejných neziskových ústavních zdravotnických zařízeních.         | 19. srpna 2005                                             | kterým se mění zákon č. 258/2000 Sb., o ochraně veřejného zdraví a o změně některých souvisejících zákonů, ve znění pozdějších předpisů, a některé další zákony Smyslem novely bylo převzetí směrnic Evropské unie v oblastech kosmetických prostředků, výrobků přicházejících do přímého styku s potravinami a pokrmy, ochrany zdraví při práci, úprava podmínek uznávání odborné způsobilosti občanů států Evropské unie a zpřesnění stávajících povinností osob a oprávnění správních úřadů na úseku ochrany veřejného zdraví. | 824                                                        | 107                                                        | 51                                                         | 8                                                          | 27. září 2005 392/2005 Sb.                                 |                                                            |
| 16.                                                        | 15. září 2005 Opuštění zásady, že každý pachatel má být potrestán a neshoda sněmovny a senátu.                                                                         | 19. srpna 2005                                             | kterým se mění zákon č. 141/1961 Sb., o trestním řízení soudním (trestní řád), ve znění pozdějších předpisů a zákon č. 140/1961 Sb., trestní zákon, ve znění pozdějších předpisů Novela zaváděla institut korunního svědka. | 802                                                        | 12. října 2005 nebyl přijat                                | 12. října 2005 nebyl přijat                                | 12. října 2005 nebyl přijat                                | –                                                          |                                                            |
| 16.                                                        | 15. září 2005 Opuštění zásady, že každý pachatel má být potrestán a neshoda sněmovny a senátu.                                                                         | 19. srpna 2005                                             | kterým se mění zákon č. 141/1961 Sb., o trestním řízení soudním (trestní řád), ve znění pozdějších předpisů a zákon č. 140/1961 Sb., trestní zákon, ve znění pozdějších předpisů Novela zaváděla institut korunního svědka. | 802                                                        | 73                                                         | 77                                                         | 35                                                         | –                                                          |                                                            |
| 17.                                                        | 6. října 2005 Zákon ztěžuje a komplikuje podnikání v zemědělství. | 21. září 2005                                              | kterým se mění zákon č. 252/1997 Sb., o zemědělství, ve znění pozdějších předpisů, a některé další zákony Novela doplňovala a zpřesňovala ustanovení o evidenci zemědělských podnikatelů a půdy a o působnosti Státního zemědělského intervenčního fondu. | 846                                                        | 21. října 2005 byl přijat                                  | 21. října 2005 byl přijat                                  | 21. října 2005 byl přijat                                  | 10. listopadu 2005 441/2005 Sb.                            |                                                            |
| 17.                                                        | 6. října 2005 Zákon ztěžuje a komplikuje podnikání v zemědělství. | 21. září 2005                                              | kterým se mění zákon č. 252/1997 Sb., o zemědělství, ve znění pozdějších předpisů, a některé další zákony Novela doplňovala a zpřesňovala ustanovení o evidenci zemědělských podnikatelů a půdy a o působnosti Státního zemědělského intervenčního fondu. | 846                                                        | 124                                                        | 54                                                         | 0                                                          | 10. listopadu 2005 441/2005 Sb.                            |                                                            |
| 18.                                                        | 16. února 2006 Zákon registrované partnerství svými atributy staví na roveň manželství a nad jiné mezilidské partnerské vztahy.                                        | 26. ledna 2006                                             | o registrovaném partnerství a o změně některých souvisejících zákonů | 969                                                        | 15. března 2006 byl přijat                                 | 15. března 2006 byl přijat                                 | 15. března 2006 byl přijat                                 | 3. dubna 2006 115/2006 Sb.                                 |                                                            |
| 18.                                                        | 16. února 2006 Zákon registrované partnerství svými atributy staví na roveň manželství a nad jiné mezilidské partnerské vztahy.                                        | 26. ledna 2006                                             | o registrovaném partnerství a o změně některých souvisejících zákonů | 969                                                        | 101                                                        | 57                                                         | 19                                                         | 3. dubna 2006 115/2006 Sb.                                 |                                                            |
| 19.                                                        | 31. března 2006 Platba nemocenské zaměstnavatelem. | 14. března 2006                                            | o nemocenském pojištění | 1005                                                       | 19. a 25. dubna 2006 byl přijat                            | 19. a 25. dubna 2006 byl přijat                            | 19. a 25. dubna 2006 byl přijat                            | 12. května 2006 byl přijat 187/2006 Sb.                    |                                                            |
| 19.                                                        | 31. března 2006 Platba nemocenské zaměstnavatelem. | 14. března 2006                                            | o nemocenském pojištění | 1005                                                       | 103                                                        | 55                                                         | 16                                                         | 12. května 2006 byl přijat 187/2006 Sb.                    |                                                            |
| 19.                                                        | 31. března 2006 Platba nemocenské zaměstnavatelem. | 14. března 2006                                            | kterým se mění některé zákony v souvislosti s přijetím zákona o nemocenském pojištění | 1006                                                       | 25. dubna 2006 byl přijat                                  | 25. dubna 2006 byl přijat                                  | 25. dubna 2006 byl přijat                                  | 12. května 2006 189/2006 Sb.                               |                                                            |
| 19.                                                        | 31. března 2006 Platba nemocenské zaměstnavatelem. | 14. března 2006                                            | kterým se mění některé zákony v souvislosti s přijetím zákona o nemocenském pojištění | 1006                                                       | 102                                                        | 41                                                         | 32                                                         | 12. května 2006 189/2006 Sb.                               |                                                            |
| 20.                                                        | 5. dubna 2006 Nesouhlas se snahou regulovat téměř každou lidskou činnost.                                                                                              | 14. března 2006                                            | kterým se mění zákon č. 266/1994 Sb., o dráhách, ve znění pozdějších předpisů, a zákon č. 455/1991 Sb., o živnostenském podnikání (živnostenský zákon), ve znění pozdějších předpisů Novela zpřísňovala podmínky provozování lyžařských vleků. | 906                                                        | 25. dubna 2006 byl přijat                                  | 25. dubna 2006 byl přijat                                  | 25. dubna 2006 byl přijat                                  | 12. května 2006 191/2006 Sb.                               |                                                            |
| 20.                                                        | 5. dubna 2006 Nesouhlas se snahou regulovat téměř každou lidskou činnost.                                                                                              | 14. března 2006                                            | kterým se mění zákon č. 266/1994 Sb., o dráhách, ve znění pozdějších předpisů, a zákon č. 455/1991 Sb., o živnostenském podnikání (živnostenský zákon), ve znění pozdějších předpisů Novela zpřísňovala podmínky provozování lyžařských vleků. | 906                                                        | 115                                                        | 42                                                         | 18                                                         | 12. května 2006 191/2006 Sb.                               |                                                            |
| 21.                                                        | 12. dubna 2006 Široké formulace zákona mohou podle prezidenta vést k ohrožení vlastnických práv.                                                                       | 14. března 2006                                            | o odnětí nebo omezení vlastnického práva k pozemku nebo ke stavbě (zákon o vyvlastnění) | 1015                                                       | 25. dubna 2006 byl přijat                                  | 25. dubna 2006 byl přijat                                  | 25. dubna 2006 byl přijat                                  | 11. května 2006 184/2006 Sb.                               |                                                            |
| 21.                                                        | 12. dubna 2006 Široké formulace zákona mohou podle prezidenta vést k ohrožení vlastnických práv.                                                                       | 14. března 2006                                            | o odnětí nebo omezení vlastnického práva k pozemku nebo ke stavbě (zákon o vyvlastnění) | 1015                                                       | 116                                                        | 53                                                         | 8                                                          | 11. května 2006 184/2006 Sb.                               |                                                            |
| 22.                                                        | 2. května 2006 Jednoúčelový zákon operující nejasnými pojmy, minimální efekt zákona.                                                                                   | 12. dubna 2006                                             | o omezení provozu zastaváren a některých jiných provozoven v noční době | 1025                                                       | 23. května 2006 byl přijat                                 | 23. května 2006 byl přijat                                 | 23. května 2006 byl přijat                                 | 31. května 2006 247/2006 Sb.                               |                                                            |
| 22.                                                        | 2. května 2006 Jednoúčelový zákon operující nejasnými pojmy, minimální efekt zákona.                                                                                   | 12. dubna 2006                                             | o omezení provozu zastaváren a některých jiných provozoven v noční době | 1025                                                       | 116                                                        | 19                                                         | 31                                                         | 31. května 2006 247/2006 Sb.                               |                                                            |
| 23.                                                        | 5. května 2006 Zákon zvýhodňuje veřejná nezisková ústavní zdravotnická zařízení, tedy opustil principy úcty k soukromému vlastnictví, k pluralitě vlastnických vztahů. | 21. dubna 2006                                             | o veřejných neziskových ústavních zdravotnických zařízeních a o změně některých zákonů | 810                                                        | 23. května 2006 byl přijat                                 | 23. května 2006 byl přijat                                 | 23. května 2006 byl přijat                                 | 31. května 2006 245/2006 Sb.                               |                                                            |
| 23.                                                        | 5. května 2006 Zákon zvýhodňuje veřejná nezisková ústavní zdravotnická zařízení, tedy opustil principy úcty k soukromému vlastnictví, k pluralitě vlastnických vztahů. | 21. dubna 2006                                             | o veřejných neziskových ústavních zdravotnických zařízeních a o změně některých zákonů | 810                                                        | 110                                                        | 58                                                         | 5                                                          | 31. května 2006 245/2006 Sb.                               |                                                            |
| 24.                                                        | 11. května 2006 Nedostatečně liberální, složitá a místy jednostranně zvýhodňující norma.                                                                               | 21. dubna 2006                                             | zákoník práce | 1153                                                       | 23. května 2006 byl přijat                                 | 23. května 2006 byl přijat                                 | 23. května 2006 byl přijat                                 | 7. června 2006 262/2006 Sb.                                |                                                            |
| 24.                                                        | 11. května 2006 Nedostatečně liberální, složitá a místy jednostranně zvýhodňující norma.                                                                               | 21. dubna 2006                                             | zákoník práce | 1153                                                       | 107                                                        | 65                                                         | 7                                                          | 7. června 2006 262/2006 Sb.                                |                                                            |
| 24.                                                        | 11. května 2006 Nedostatečně liberální, složitá a místy jednostranně zvýhodňující norma.                                                                               | 21. dubna 2006                                             | kterým se mění některé zákony v souvislosti s přijetím zákoníku práce | 1154                                                       | 23. května 2006 byl přijat                                 | 23. května 2006 byl přijat                                 | 23. května 2006 byl přijat                                 | 7. června 2006 264/2006 Sb.                                |                                                            |
| 24.                                                        | 11. května 2006 Nedostatečně liberální, složitá a místy jednostranně zvýhodňující norma.                                                                               | 21. dubna 2006                                             | kterým se mění některé zákony v souvislosti s přijetím zákoníku práce | 1154                                                       | 108                                                        | 61                                                         | 12                                                         | 7. června 2006 264/2006 Sb.                                |                                                            |
| 25.                                                        | 12. května 2006 Zvýhodnění podnikání v jednom oboru (filmovém), vysoké navýšení prostředků fondu a současně uvolnění pravidel čerpání.                                 | 25. dubna 2006                                             | kterým se mění zákon č. 241/1992 Sb., o Státním fondu České republiky pro podporu a rozvoj české kinematografie, ve znění pozdějších předpisů, a zákon č. 586/1992 Sb., o daních z příjmů, ve znění pozdějších předpisů Novela rozšiřovala placení poplatku vybíraného na podporu filmové tvorby i na provozovatele prodejen a půjčoven nosičů, jakož i provozovatele televizního vysílání. | 854                                                        | 23. května 2006 nebyl přijat                               | 23. května 2006 nebyl přijat                               | 23. května 2006 nebyl přijat                               | –                                                          |                                                            |
| 25.                                                        | 12. května 2006 Zvýhodnění podnikání v jednom oboru (filmovém), vysoké navýšení prostředků fondu a současně uvolnění pravidel čerpání.                                 | 25. dubna 2006                                             | kterým se mění zákon č. 241/1992 Sb., o Státním fondu České republiky pro podporu a rozvoj české kinematografie, ve znění pozdějších předpisů, a zákon č. 586/1992 Sb., o daních z příjmů, ve znění pozdějších předpisů Novela rozšiřovala placení poplatku vybíraného na podporu filmové tvorby i na provozovatele prodejen a půjčoven nosičů, jakož i provozovatele televizního vysílání. | 854                                                        | 95                                                         | 31                                                         | 10                                                         | –                                                          |                                                            |
| 26.                                                        | 6. června 2006 Faktický zákaz souběhu funkcí starosty/hejtmana s funkcí poslance/senátora, a člena rady kraje s funkcí starosty/člena rady obce.                       | 23. května 2006                                            | kterým se mění zákon č. 128/2000 Sb., o obcích (obecní zřízení), ve znění pozdějších předpisů, zákon č. 129/2000 Sb., o krajích (krajské zřízení), ve znění pozdějších předpisů, a zákon č. 131/2000 Sb., o hlavním městě Praze, ve znění pozdějších předpisů Novela bránila personálnímu propojení kontrolních a finančních výborů obcí a krajů s radami obcí a krajů. | 972                                                        | neprojednán                                                | neprojednán                                                | neprojednán                                                | –                                                          |                                                            |
| 27.                                                        | 7. června 2006 Nové administrativní zásahy do fungování trhu. | 23. května 2006                                            | o ochraně hospodářské soutěže a o změně některých zákonů (zákon o ochraně hospodářské soutěže), ve znění pozdějších předpisů | 1214                                                       | neprojednán                                                | neprojednán                                                | neprojednán                                                | –                                                          |                                                            |
| 28.                                                        | 8. června 2006 Úprava snižuje odpovědnost rodičů za jejich závazky a přenáší je na daňové poplatníky, přičemž neodstraňuje příčiny problémů.                           | 23. května 2006                                            | o náhradním výživném a o změně některých souvisejících zákonů (zákon o náhradním výživném) | 964                                                        | neprojednán                                                | neprojednán                                                | neprojednán                                                | –                                                          |                                                            |
| 29.                                                        | 9. června 2006 Centralizace rozhodovacích pravomocí na ministerstvo zdravotnictví, posílení moci lékařské komory.                                                      | 23. května 2006                                            | kterým se mění zákon č. 20/1966 Sb., o péči o zdraví lidu, ve znění pozdějších předpisů, a některé další zákony Cílem novely bylo zpřístupnění zdravotnické dokumentace pacientům, o nichž je vedena, a osobám blízkým zemřelému pacientovi dávala právo na informace o jeho zdravotním stavu a příčinách jeho úmrtí. Připojeny novely dalších zákonů, včetně úpravy pravidel uzavírání smluv s pojišťovnami a dohadovacího řízení. | 1045                                                       | neprojednán                                                | neprojednán                                                | neprojednán                                                | –                                                          |                                                            |

### Poslanecká sněmovna PČR, 5. volební období 2006–2010
Poslanecká sněmovna zahájila činnost na své ustavující schůzi 27. června 2006. Ve sněmovně byly silněji zastoupeny dvě hlavní velké strany: ČSSD a vítězná ODS, získat vládní většinu však nebylo jednoduché. Po prvním pokusu občansko-demokratického premiéra Mirka Topolánka o sestavení menšinové vlády, která však nezískala důvěru sněmovny, následoval jeho druhý, úspěšný pokus s koaliční vládou ODS, KDU-ČSL a Strany zelených. Ani tato vláda nedisponovala silnou většinou a po vyslovení nedůvěry v březnu 2009 nastoupila přechodná „úřednická“ vláda Jana Fischera. V průběhu druhé Topolánkovy vlády, v únoru 2008 byl Václav Klaus zvolen prezidentem na další pětileté funkční období. Do té doby nevyužil svého práva veta ani jednou, poté celkem 17krát, zejména během Fischerovy vlády.
| Pořadí                                                       | Datum vrácení a prezidentovo odůvodnění | Zákon schválený parlamentem dne                            | Vrácený zákon | Sněmovní tisk č.                                           | Hlasování sněmovny                                         | Hlasování sněmovny                                         | Hlasování sněmovny                                         | Vyhlášení ve Sbírce zákonů                                 |                                                            |
| Pořadí                                                       | Datum vrácení a prezidentovo odůvodnění | Zákon schválený parlamentem dne                            | Vrácený zákon | Sněmovní tisk č.                                           | A                                                          | N                                                          | Z                                                          | Vyhlášení ve Sbírce zákonů                                 |                                                            |
| První vláda Mirka Topolánka (4. září 2006 – 9. ledna 2007)   | První vláda Mirka Topolánka (4. září 2006 – 9. ledna 2007) | První vláda Mirka Topolánka (4. září 2006 – 9. ledna 2007) | První vláda Mirka Topolánka (4. září 2006 – 9. ledna 2007) | První vláda Mirka Topolánka (4. září 2006 – 9. ledna 2007) | První vláda Mirka Topolánka (4. září 2006 – 9. ledna 2007) | První vláda Mirka Topolánka (4. září 2006 – 9. ledna 2007) | První vláda Mirka Topolánka (4. září 2006 – 9. ledna 2007) | První vláda Mirka Topolánka (4. září 2006 – 9. ledna 2007) | První vláda Mirka Topolánka (4. září 2006 – 9. ledna 2007) |
| ------------------------------------------------------------ | --- | ---------------------------------------------------------- | --- | ---------------------------------------------------------- | ---------------------------------------------------------- | ---------------------------------------------------------- | ---------------------------------------------------------- | ---------------------------------------------------------- | ---------------------------------------------------------- |
| Prezident v tomto období nevetoval žádný zákon.              | |                                                            | |                                                            |                                                            |                                                            |                                                            |                                                            |                                                            |
| Druhá vláda Mirka Topolánka (9. ledna 2007 – 8. května 2009) | |                                                            | |                                                            |                                                            |                                                            |                                                            |                                                            |                                                            |
| 30.                                                          | 26. února 2008 Opačný názor sněmovny a senátu, protesty občanů proti umožnění kontaktního norování. | 5. února 2008                                              | kterým se mění zákon č. 246/1992 Sb., na ochranu zvířat proti týrání, ve znění pozdějších předpisů, zákon č. 634/2004 Sb., o správních poplatcích, ve znění pozdějších předpisů, a zákon č. 114/1992 Sb., o ochraně přírody a krajiny, ve znění pozdějších předpisů Novela přinesla řadu menších změn, jako zavedení sankce propadnutí zvířete, zvýšení nároků na zařízení pro hendikepovaná zvířata, povinnost čipovat exotická zvířata, převzetí evropské směrnice o dopravě zvířat a další. | 184                                                        | 11. března 2008 nebyl přijat                               | 11. března 2008 nebyl přijat                               | 11. března 2008 nebyl přijat                               | –                                                          |                                                            |
| 30.                                                          | 26. února 2008 Opačný názor sněmovny a senátu, protesty občanů proti umožnění kontaktního norování. | 5. února 2008                                              | kterým se mění zákon č. 246/1992 Sb., na ochranu zvířat proti týrání, ve znění pozdějších předpisů, zákon č. 634/2004 Sb., o správních poplatcích, ve znění pozdějších předpisů, a zákon č. 114/1992 Sb., o ochraně přírody a krajiny, ve znění pozdějších předpisů Novela přinesla řadu menších změn, jako zavedení sankce propadnutí zvířete, zvýšení nároků na zařízení pro hendikepovaná zvířata, povinnost čipovat exotická zvířata, převzetí evropské směrnice o dopravě zvířat a další. | 184                                                        | 86                                                         | 39                                                         | 49                                                         | –                                                          |                                                            |
| 31.                                                          | 9. května 2008 Nesystémová a nedomyšlená novela narušující soukromí bezúhonných občanů. | 22. dubna 2008                                             | kterým se mění zákon č. 159/2006 Sb., o střetu zájmů Novela upřesňovala za jaké období mají povinní podávat přiznání, usnadňovala přístup do registru přiznání, řešila zveřejňování údajů z přiznání a rozšiřovala okruh povinných osob. | 171                                                        | 10. června 2008 byl přijat                                 | 10. června 2008 byl přijat                                 | 10. června 2008 byl přijat                                 | 20. června 2008 216/2008 Sb.                               |                                                            |
| 31.                                                          | 9. května 2008 Nesystémová a nedomyšlená novela narušující soukromí bezúhonných občanů. | 22. dubna 2008                                             | kterým se mění zákon č. 159/2006 Sb., o střetu zájmů Novela upřesňovala za jaké období mají povinní podávat přiznání, usnadňovala přístup do registru přiznání, řešila zveřejňování údajů z přiznání a rozšiřovala okruh povinných osob. | 171                                                        | 138                                                        | 6                                                          | 48                                                         | 20. června 2008 216/2008 Sb.                               |                                                            |
| 32.                                                          | 16. května 2008 Zbytečný, kontraproduktivní a nekvalitní zákon. | 24. dubna 2008                                             | o rovném zacházení a o právních prostředcích ochrany před diskriminací a o změně některých zákonů (antidiskriminační zákon) | 253                                                        | 17. června 2009 byl přijat                                 | 17. června 2009 byl přijat                                 | 17. června 2009 byl přijat                                 | 29. června 2009 198/2009 Sb.                               |                                                            |
| 32.                                                          | 16. května 2008 Zbytečný, kontraproduktivní a nekvalitní zákon. | 24. dubna 2008                                             | o rovném zacházení a o právních prostředcích ochrany před diskriminací a o změně některých zákonů (antidiskriminační zákon) | 253                                                        | 118                                                        | 16                                                         | 43                                                         | 29. června 2009 198/2009 Sb.                               |                                                            |
| 33.                                                          | 11. srpna 2008 Zákon neúměrně zatěžuje podnikání a dosavadní funkční úpravu nahrazuje centralistickou evropskou „chemickou politikou“. | 18. července 2008                                          | kterým se mění zákon č. 356/2003 Sb., o chemických látkách a chemických přípravcích a o změně některých zákonů, ve znění pozdějších předpisů Novela zaváděla „novou evropskou chemickou politiku REACH“, především registraci uživatelů chemických látek a upravovala povolování pro užití nebezpečných látek. | 444                                                        | 23. září 2008 byl přijat                                   | 23. září 2008 byl přijat                                   | 23. září 2008 byl přijat                                   | 7. října 2008 371/2008 Sb.                                 |                                                            |
| 33.                                                          | 11. srpna 2008 Zákon neúměrně zatěžuje podnikání a dosavadní funkční úpravu nahrazuje centralistickou evropskou „chemickou politikou“. | 18. července 2008                                          | kterým se mění zákon č. 356/2003 Sb., o chemických látkách a chemických přípravcích a o změně některých zákonů, ve znění pozdějších předpisů Novela zaváděla „novou evropskou chemickou politiku REACH“, především registraci uživatelů chemických látek a upravovala povolování pro užití nebezpečných látek. | 444                                                        | 133                                                        | 12                                                         | 48                                                         | 7. října 2008 371/2008 Sb.                                 |                                                            |
| Vláda Jana Fischera (8. května 2009 – 13. července 2010)     | |                                                            | |                                                            |                                                            |                                                            |                                                            |                                                            |                                                            |
| 34.                                                          | 9. července 2009 Nesystémový, diskriminační (šrotovné) a nepromyšlený zákon. | 17. června 2009                                            | o podpoře hospodářského růstu a sociální stability Zákon obsahoval změny daní k větší progresivitě, opatření v sociální sféře ve prospěch zaměstnanců, tzv. „šrotovné“ a jiné. | 743                                                        | 9. září 2009 byl přijat                                    | 9. září 2009 byl přijat                                    | 9. září 2009 byl přijat                                    | 24. září 2009 326/2009 Sb.                                 |                                                            |
| 34.                                                          | 9. července 2009 Nesystémový, diskriminační (šrotovné) a nepromyšlený zákon. | 17. června 2009                                            | o podpoře hospodářského růstu a sociální stability Zákon obsahoval změny daní k větší progresivitě, opatření v sociální sféře ve prospěch zaměstnanců, tzv. „šrotovné“ a jiné. | 743                                                        | 101                                                        | 4                                                          | 5                                                          | 24. září 2009 326/2009 Sb.                                 |                                                            |
| 35.                                                          | 25. září 2009 Nevhodný způsob regulace, vymyká se legislativním zvyklostem a hrozí negativní dopad na spotřebitele. | 9. září 2009                                               | o významné tržní síle při prodeji zemědělských a potravinářských produktů a jejím zneužití | 431                                                        | 3. listopadu 2009 byl přijat                               | 3. listopadu 2009 byl přijat                               | 3. listopadu 2009 byl přijat                               | 13. listopadu 2009 395/2009 Sb.                            |                                                            |
| 35.                                                          | 25. září 2009 Nevhodný způsob regulace, vymyká se legislativním zvyklostem a hrozí negativní dopad na spotřebitele. | 9. září 2009                                               | o významné tržní síle při prodeji zemědělských a potravinářských produktů a jejím zneužití | 431                                                        | 106                                                        | 63                                                         | 10                                                         | 13. listopadu 2009 395/2009 Sb.                            |                                                            |
| 36.                                                          | 27. října 2009 Novela je proti zájmům většiny občanů a nepřispěje ke zvýšení kvality ochrany životního prostředí. | 8. října 2009                                              | kterým se mění zákon č. 100/2001 Sb., o posuzování vlivů na životní prostředí a o změně některých souvisejících zákonů (zákon o posuzování vlivů na životní prostředí), ve znění pozdějších předpisů Novela se týkala zajištění přístupu k právní ochraně všem subjektům z řad „dotčené veřejnosti“. | 901                                                        | 1. prosince 2009 byl přijat                                | 1. prosince 2009 byl přijat                                | 1. prosince 2009 byl přijat                                | 11. prosince 2009 436/2009 Sb.                             |                                                            |
| 36.                                                          | 27. října 2009 Novela je proti zájmům většiny občanů a nepřispěje ke zvýšení kvality ochrany životního prostředí. | 8. října 2009                                              | kterým se mění zákon č. 100/2001 Sb., o posuzování vlivů na životní prostředí a o změně některých souvisejících zákonů (zákon o posuzování vlivů na životní prostředí), ve znění pozdějších předpisů Novela se týkala zajištění přístupu k právní ochraně všem subjektům z řad „dotčené veřejnosti“. | 901                                                        | 117                                                        | 24                                                         | 35                                                         | 11. prosince 2009 436/2009 Sb.                             |                                                            |
| 37.                                                          | 15. prosince 2009 Novela zavádí nepřijatelnou nárokovou položku státního rozpočtu. | 1. prosince 2009                                           | kterým se mění zákon č. 211/2000 Sb. o Státním fondu rozvoje bydlení a o změně zákona č. 171/1991 Sb. o působnosti orgánů České republiky ve věcech převodů majetku státu na jiné osoby a Fondu národního majetku České republiky, ve znění pozdějších předpisů Novela zajišťovala Státnímu fondu rozvoje bydlení dotace ze státního rozpočtu ve výši jeho schválených výdajů. | 842                                                        | 9. března 2010 byl přijat                                  | 9. března 2010 byl přijat                                  | 9. března 2010 byl přijat                                  | 24. března 2010 71/2010 Sb.                                |                                                            |
| 37.                                                          | 15. prosince 2009 Novela zavádí nepřijatelnou nárokovou položku státního rozpočtu. | 1. prosince 2009                                           | kterým se mění zákon č. 211/2000 Sb. o Státním fondu rozvoje bydlení a o změně zákona č. 171/1991 Sb. o působnosti orgánů České republiky ve věcech převodů majetku státu na jiné osoby a Fondu národního majetku České republiky, ve znění pozdějších předpisů Novela zajišťovala Státnímu fondu rozvoje bydlení dotace ze státního rozpočtu ve výši jeho schválených výdajů. | 842                                                        | 119                                                        | 35                                                         | 31                                                         | 24. března 2010 71/2010 Sb.                                |                                                            |
| 38.                                                          | 16. prosince 2009 Zákon se týká jednotlivosti, je retroaktivní, zákonodárná moc nepřípustně omezila práva moci výkonné. | 1. prosince 2009                                           | o vlastnictví letiště Praha – Ruzyně Zákon stanovil, že ruzyňské letiště musí zůstat ve vlastnictví státu. | 738                                                        | 9. března 2010 byl přijat                                  | 9. března 2010 byl přijat                                  | 9. března 2010 byl přijat                                  | 24. března 2010 69/2010 Sb.                                |                                                            |
| 38.                                                          | 16. prosince 2009 Zákon se týká jednotlivosti, je retroaktivní, zákonodárná moc nepřípustně omezila práva moci výkonné. | 1. prosince 2009                                           | o vlastnictví letiště Praha – Ruzyně Zákon stanovil, že ruzyňské letiště musí zůstat ve vlastnictví státu. | 738                                                        | 101                                                        | 62                                                         | 22                                                         | 24. března 2010 69/2010 Sb.                                |                                                            |
| 39.                                                          | 19. března 2010 Nesouhlas vlády a senátu, tak závažný zákon by neměl být protlačen silou na konci volebního období. | 9. března 2010                                             | o krajském referendu a o změně některých zákonů | 737                                                        | 13. dubna 2010 byl přijat                                  | 13. dubna 2010 byl přijat                                  | 13. dubna 2010 byl přijat                                  | 29. dubna 2010 118/2010 Sb.                                |                                                            |
| 39.                                                          | 19. března 2010 Nesouhlas vlády a senátu, tak závažný zákon by neměl být protlačen silou na konci volebního období. | 9. března 2010                                             | o krajském referendu a o změně některých zákonů | 737                                                        | 104                                                        | 70                                                         | 17                                                         | 29. dubna 2010 118/2010 Sb.                                |                                                            |
| 40.                                                          | 23. března 2010 Změna zdanění benefitů prošla sněmovnou i senátem jednohlasně a není důvod ji po dvou měsících zvrátit. Navíc zdanění dle ceny obvyklé platilo i v letech 1992–2004.                                                                    | 9. března 2010                                             | kterým se mění zákon č. 235/2004 Sb., o dani z přidané hodnoty, ve znění pozdějších předpisů Novela se týkala zdanění zaměstnaneckých benefitů – umožnila, aby při dodání zboží/služby zaměstnancům plátce daně při stanovení základu daně nemusel používat cenu obvyklou. | 1059                                                       | 13. dubna 2010 byl přijat                                  | 13. dubna 2010 byl přijat                                  | 13. dubna 2010 byl přijat                                  | 29. dubna 2010 120/2010 Sb.                                |                                                            |
| 40.                                                          | 23. března 2010 Změna zdanění benefitů prošla sněmovnou i senátem jednohlasně a není důvod ji po dvou měsících zvrátit. Navíc zdanění dle ceny obvyklé platilo i v letech 1992–2004.                                                                    | 9. března 2010                                             | kterým se mění zákon č. 235/2004 Sb., o dani z přidané hodnoty, ve znění pozdějších předpisů Novela se týkala zdanění zaměstnaneckých benefitů – umožnila, aby při dodání zboží/služby zaměstnancům plátce daně při stanovení základu daně nemusel používat cenu obvyklou. | 1059                                                       | 106                                                        | 67                                                         | 17                                                         | 29. dubna 2010 120/2010 Sb.                                |                                                            |
| 41.                                                          | 14. dubna 2010 Přejímání evropských směrnic bez diskuze, rozšíření trhu s povolenkami do další oblasti, směrnice sama ještě není dotvořena. | 24. března 2010                                            | kterým se mění zákon č. 695/2004 Sb., o podmínkách obchodování s povolenkami na emise skleníkových plynů a o změně některých zákonů, ve znění pozdějších předpisů, a zákon č. 86/2002 Sb., o ochraně ovzduší a o změně některých dalších zákonů (zákon o ochraně ovzduší), ve znění pozdějších předpisů Novela přidávala do zákona úpravu podmínek obchodování s povolenkami na emise skleníkových plynů vzniklých v oblasti letecké dopravy.                                                  | 1021                                                       | 18. května 2010 byl přijat                                 | 18. května 2010 byl přijat                                 | 18. května 2010 byl přijat                                 | 31. května 2010 164/2010 Sb.                               |                                                            |
| 41.                                                          | 14. dubna 2010 Přejímání evropských směrnic bez diskuze, rozšíření trhu s povolenkami do další oblasti, směrnice sama ještě není dotvořena. | 24. března 2010                                            | kterým se mění zákon č. 695/2004 Sb., o podmínkách obchodování s povolenkami na emise skleníkových plynů a o změně některých zákonů, ve znění pozdějších předpisů, a zákon č. 86/2002 Sb., o ochraně ovzduší a o změně některých dalších zákonů (zákon o ochraně ovzduší), ve znění pozdějších předpisů Novela přidávala do zákona úpravu podmínek obchodování s povolenkami na emise skleníkových plynů vzniklých v oblasti letecké dopravy.                                                  | 1021                                                       | 154                                                        | 16                                                         | 22                                                         | 31. května 2010 164/2010 Sb.                               |                                                            |
| 42.                                                          | 29. dubna 2010 Snížení příspěvnu na rok 2010 bylo jednorázové opatření a i tak je podpora v mateřství na vysoké úrovni. Dopad novely (2 mld Kč) povede ke zvýšení deficitu rozpočtu.                                                                    | 13. dubna 2010                                             | kterým se mění zákon č. 187/2006 Sb., o nemocenském pojištění, ve znění pozdějších předpisů, a zákon č. 362/2009, kterým se mění některé zákony v souvislosti s návrhem zákona o státním rozpočtu České republiky na rok 2010 Navrhovatelé novely chtěli ponechat výši příspěvku v mateřství v roce 2010 na úrovni roku 2009. | 939                                                        | 18. května 2010 byl přijat                                 | 18. května 2010 byl přijat                                 | 18. května 2010 byl přijat                                 | 31. května 2010 166/2010 Sb.                               |                                                            |
| 42.                                                          | 29. dubna 2010 Snížení příspěvnu na rok 2010 bylo jednorázové opatření a i tak je podpora v mateřství na vysoké úrovni. Dopad novely (2 mld Kč) povede ke zvýšení deficitu rozpočtu.                                                                    | 13. dubna 2010                                             | kterým se mění zákon č. 187/2006 Sb., o nemocenském pojištění, ve znění pozdějších předpisů, a zákon č. 362/2009, kterým se mění některé zákony v souvislosti s návrhem zákona o státním rozpočtu České republiky na rok 2010 Navrhovatelé novely chtěli ponechat výši příspěvku v mateřství v roce 2010 na úrovni roku 2009. | 939                                                        | 111                                                        | 51                                                         | 32                                                         | 31. května 2010 166/2010 Sb.                               |                                                            |
| 43.                                                          | 12. května 2010 Boj proti emisím skleníkových plynů je diskutabilní, sporné jsou i dopady přimíchávání biosložek do pohonných hmot. | 28. dubna 2010                                             | kterým se mění zákon č. 86/2002 Sb., o ochraně ovzduší a o změně některých dalších zákonů (zákon o ochraně ovzduší), ve znění pozdějších předpisů Novela zvyšovala minimální obsah biopaliv v benzinu a naftě. | 967                                                        | 27. května 2010 byl přijat                                 | 27. května 2010 byl přijat                                 | 27. května 2010 byl přijat                                 | 31. května 2010 172/2010 Sb.                               |                                                            |
| 43.                                                          | 12. května 2010 Boj proti emisím skleníkových plynů je diskutabilní, sporné jsou i dopady přimíchávání biosložek do pohonných hmot. | 28. dubna 2010                                             | kterým se mění zákon č. 86/2002 Sb., o ochraně ovzduší a o změně některých dalších zákonů (zákon o ochraně ovzduší), ve znění pozdějších předpisů Novela zvyšovala minimální obsah biopaliv v benzinu a naftě. | 967                                                        | 125                                                        | 22                                                         | 13                                                         | 31. května 2010 172/2010 Sb.                               |                                                            |
| 44.                                                          | 1. června 2010 Nadbytečná regulace, je nepřijatelné považovat zahrádkaření za naplňování veřejně prospěšného zájmu. | 18. května 2010                                            | o zahrádkářské činnosti a úpravě některých podmínek jejího provozování (zahrádkářský zákon) | 791                                                        | neprojednán                                                | neprojednán                                                | neprojednán                                                | –                                                          |                                                            |
| 45.                                                          | 3. června 2010 Účinnost zákona je vázána na přijetí eura, které nastane neznámo kdy; nevhodný způsob projednání v senátu; hlavní cíl ČNB v zákoně je v rozporu s hlavním cílem ČNB v ústavě.                                                            | 18. května 2010                                            | o České národní bance | 800                                                        | neprojednán                                                | neprojednán                                                | neprojednán                                                | –                                                          |                                                            |
| 46.                                                          | 9. června 2010 Novela zužuje okruh příjemců výnosů z loterií, znemožňuje podporu veřejně prospěšných akcí spojených s reprezentací ČR v zahraničí, přináší nebezpečí korupce v souvislosti s právem obcí na regulaci pomocí obecních vyhlášek, a další. | 20. května 2010                                            | kterým se mění zákon č. 202/1990 Sb., o loteriích a jiných podobných hrách, ve znění pozdějších předpisů Novela řešila transparentnost rozdělování výnosů loterií a vliv obcí na povolování sázkových her. | 971                                                        | neprojednán                                                | neprojednán                                                | neprojednán                                                | –                                                          |                                                            |

### Poslanecká sněmovna PČR, 6. volební období 2010–2013
Poslanecká sněmovna zahájila činnost na své ustavující schůzi 22. června 2010. I když se vítěznou stranou stala ČSSD s 56 poslaneckými mandáty, premiér Petr Nečas (ODS) sestavil zpočátku relativně silnou většinovou koaliční vládu s TOP 09 a Věcmi veřejnými. Později, po rozštěpení Věcí veřejných tuto stranu ve vládě vystřídala jedna z jejích frakcí, nově založená strana LIDEM. Vládní většina ve sněmovně se stala velmi křehkou a Václav Klaus byl z řad koalice příležitostně obviňován, že vetováním zákonů ještě napomáhá k nestabilitě vlády. V 6. volebním období sněmovny Váslav Klaus použil své právo veta 11krát, naposledy 19. listopadu 2012. Dne 7. března 2013 mu vypršel mandát; následující den do úřadu prezidenta nastoupil v lednu 2013 zvolený Miloš Zeman.
| Pořadí                                    | Datum vrácení a prezidentovo odůvodnění | Zákon schválený parlamentem dne           | Vrácený zákon | Sněmovní tisk č.                          | Hlasování sněmovny                        | Hlasování sněmovny                        | Hlasování sněmovny                        | Vyhlášení ve Sbírce zákonů                |                                           |
| Pořadí                                    | Datum vrácení a prezidentovo odůvodnění | Zákon schválený parlamentem dne           | Vrácený zákon | Sněmovní tisk č.                          | A                                         | N                                         | Z                                         | Vyhlášení ve Sbírce zákonů                |                                           |
| Vláda Petra Nečase (od 13. července 2010) | Vláda Petra Nečase (od 13. července 2010) | Vláda Petra Nečase (od 13. července 2010) | Vláda Petra Nečase (od 13. července 2010) | Vláda Petra Nečase (od 13. července 2010) | Vláda Petra Nečase (od 13. července 2010) | Vláda Petra Nečase (od 13. července 2010) | Vláda Petra Nečase (od 13. července 2010) | Vláda Petra Nečase (od 13. července 2010) | Vláda Petra Nečase (od 13. července 2010) |
| ----------------------------------------- | --- | ----------------------------------------- | --- | ----------------------------------------- | ----------------------------------------- | ----------------------------------------- | ----------------------------------------- | ----------------------------------------- | ----------------------------------------- |
| 47.                                       | 23. února 2011 Změnou uspořádání úřadů by reformy sociální politiky měly končit, ne začínat. Zákon vede k posílení byrokratizace, byl odmítnut senátem, obsahuje řadu chyb.                 | 9. února 2011                             | o Úřadu práce České republiky a o změně souvisejících zákonů | 131                                       | 15. března 2011 byl přijat                | 15. března 2011 byl přijat                | 15. března 2011 byl přijat                | 25. března 2011 73/2011 Sb.               |                                           |
| 47.                                       | 23. února 2011 Změnou uspořádání úřadů by reformy sociální politiky měly končit, ne začínat. Zákon vede k posílení byrokratizace, byl odmítnut senátem, obsahuje řadu chyb.                 | 9. února 2011                             | o Úřadu práce České republiky a o změně souvisejících zákonů | 131                                       | 107                                       | 68                                        | 5                                         | 25. března 2011 73/2011 Sb.               |                                           |
| 48.                                       | 23. června 2011 Zákon jako poslanecká iniciativa neprošel standardním legislativním procesem, zvyšuje míru regulace podnikání aniž pomůže životnímu prostředí. Nesouhlasil senát ani vláda. | 7. června 2011                            | kterým se mění zákon č. 86/2002 Sb. o ochraně ovzduší a o změně některých dalších zákonů (zákon o ochraně ovzduší), ve znění pozdějších předpisů, a zákon č. 13/1997 Sb. o pozemních komunikacích (silniční zákon), ve znění pozdějších předpisů Novela umožnila zohlednit místní kvalitu ovzduší při povolování jednotlivých zdrojů znečišťování, umožnila v obcích vyhlásit „nízkoemisní zóny“ a zavedla osvobození dálnic a obchvatů od poplatků při smogových situacích. | 90                                        | 6. září 2011 byl přijat                   | 6. září 2011 byl přijat                   | 6. září 2011 byl přijat                   | 4. října 2011 288/2011 Sb.                |                                           |
| 48.                                       | 23. června 2011 Zákon jako poslanecká iniciativa neprošel standardním legislativním procesem, zvyšuje míru regulace podnikání aniž pomůže životnímu prostředí. Nesouhlasil senát ani vláda. | 7. června 2011                            | kterým se mění zákon č. 86/2002 Sb. o ochraně ovzduší a o změně některých dalších zákonů (zákon o ochraně ovzduší), ve znění pozdějších předpisů, a zákon č. 13/1997 Sb. o pozemních komunikacích (silniční zákon), ve znění pozdějších předpisů Novela umožnila zohlednit místní kvalitu ovzduší při povolování jednotlivých zdrojů znečišťování, umožnila v obcích vyhlásit „nízkoemisní zóny“ a zavedla osvobození dálnic a obchvatů od poplatků při smogových situacích. | 90                                        | 110                                       | 26                                        | 34                                        | 4. října 2011 288/2011 Sb.                |                                           |
| 49.                                       | 18. listopadu 2011 Zákon popírá vazbu mezi pachatelem a trestem a princip individuální trestní odpovědnosti, je nekvalitně zpracován.                                                       | 27. října 2011                            | o trestní odpovědnosti právnických osob a řízení proti nim | 285                                       | 6. prosince 2011 byl přijat               | 6. prosince 2011 byl přijat               | 6. prosince 2011 byl přijat               | 22. prosince 2011 418/2011 Sb.            |                                           |
| 49.                                       | 18. listopadu 2011 Zákon popírá vazbu mezi pachatelem a trestem a princip individuální trestní odpovědnosti, je nekvalitně zpracován.                                                       | 27. října 2011                            | o trestní odpovědnosti právnických osob a řízení proti nim | 285                                       | 120                                       | 30                                        | 16                                        | 22. prosince 2011 418/2011 Sb.            |                                           |
| 49.                                       | 18. listopadu 2011 Zákon popírá vazbu mezi pachatelem a trestem a princip individuální trestní odpovědnosti, je nekvalitně zpracován.                                                       | 27. října 2011                            | o změně některých zákonů v souvislosti s přijetím zákona o trestní odpovědnosti právnických osob a řízení proti nim | 286                                       | 6. prosince 2011 byl přijat               | 6. prosince 2011 byl přijat               | 6. prosince 2011 byl přijat               | 22. prosince 2011 420/2011 Sb.            |                                           |
| 49.                                       | 18. listopadu 2011 Zákon popírá vazbu mezi pachatelem a trestem a princip individuální trestní odpovědnosti, je nekvalitně zpracován.                                                       | 27. října 2011                            | o změně některých zákonů v souvislosti s přijetím zákona o trestní odpovědnosti právnických osob a řízení proti nim | 286                                       | 123                                       | 27                                        | 18                                        | 22. prosince 2011 420/2011 Sb.            |                                           |
| 50.                                       | 14. března 2012 Rozšiřuje okruh podporovaných zdrojů energie, i když je jejich podpora už neúnosně vysoká. V důsledku přepracování senátem je nekvalitní.                                   | 31. ledna 2012                            | o podporovaných zdrojích energie a o změně některých zákonů | 369                                       | 9. května 2012 byl přijat                 | 9. května 2012 byl přijat                 | 9. května 2012 byl přijat                 | 30. května 2012 165/2012 Sb.              |                                           |
| 50.                                       | 14. března 2012 Rozšiřuje okruh podporovaných zdrojů energie, i když je jejich podpora už neúnosně vysoká. V důsledku přepracování senátem je nekvalitní.                                   | 31. ledna 2012                            | o podporovaných zdrojích energie a o změně některých zákonů | 369                                       | 145                                       | 8                                         | 21                                        | 30. května 2012 165/2012 Sb.              |                                           |
| 51.                                       | 19. června 2012 Populistická, nedomyšlená a snadno zneužitelná norma odmítnutá vládou, senátem i ombudsmanem.                                                                               | 5. června 2012                            | kterým se mění zákon č. 200/1990 Sb., o přestupcích, ve znění pozdějších předpisů, zákon č. 40/2009 Sb., trestní zákoník, ve znění zákona č. 306/2009 Sb., a některé další zákony Novela zaváděla novou sankci „zákaz pobytu“ a jednotnou úpravu nočního klidu. | 431                                       | 19. prosince 2012 byl přijat              | 19. prosince 2012 byl přijat              | 19. prosince 2012 byl přijat              | 31. prosince 2012 494/2012 Sb.            |                                           |
| 51.                                       | 19. června 2012 Populistická, nedomyšlená a snadno zneužitelná norma odmítnutá vládou, senátem i ombudsmanem.                                                                               | 5. června 2012                            | kterým se mění zákon č. 200/1990 Sb., o přestupcích, ve znění pozdějších předpisů, zákon č. 40/2009 Sb., trestní zákoník, ve znění zákona č. 306/2009 Sb., a některé další zákony Novela zaváděla novou sankci „zákaz pobytu“ a jednotnou úpravu nočního klidu. | 431                                       | 101                                       | 78                                        | 4                                         | 31. prosince 2012 494/2012 Sb.            |                                           |
| 52.                                       | 9. srpna 2012 Nesouhlas se samotnou směrnicí EU, ze které zákon vychází. Růst administrativní náročnosti staveb a rekonstrukcí, ignorování místních podmínek a způsobu užívání budov.       | 19. července 2012                         | kterým se mění zákon č. 406/2000 Sb., o hospodaření energií, ve znění pozdějších předpisů Návrh přinesl povinnost zpracovat průkaz energetické náročnosti budovy a zavedl jednotné označení spotřeby energií budovy. | 622                                       | 19. září 2012 byl přijat                  | 19. září 2012 byl přijat                  | 19. září 2012 byl přijat                  | 3. října 2012 318/2012 Sb.                |                                           |
| 52.                                       | 9. srpna 2012 Nesouhlas se samotnou směrnicí EU, ze které zákon vychází. Růst administrativní náročnosti staveb a rekonstrukcí, ignorování místních podmínek a způsobu užívání budov.       | 19. července 2012                         | kterým se mění zákon č. 406/2000 Sb., o hospodaření energií, ve znění pozdějších předpisů Návrh přinesl povinnost zpracovat průkaz energetické náročnosti budovy a zavedl jednotné označení spotřeby energií budovy. | 622                                       | 105                                       | 43                                        | 40                                        | 3. října 2012 318/2012 Sb.                |                                           |
| 53.                                       | 12. září 2012 Obava z nemístného tlaku úředníků na rodiče, z profesionalizace pěstounské péče a pěstounské péče na dobu určitou, z rušení kojeneckých ústavů.                               | 5. září 2012                              | kterým se mění zákon č. 359/1999 Sb., o sociálně-právní ochraně dětí, ve znění pozdějších předpisů, a další související zákony Cílem novely byl především posun systému péče o ohrožené děti od ústavní péče k péči v (náhradním) rodinném prostředí. | 564                                       | 7. listopadu 2012 byl přijat              | 7. listopadu 2012 byl přijat              | 7. listopadu 2012 byl přijat              | 27. listopadu 2012 401/2012 Sb.           |                                           |
| 53.                                       | 12. září 2012 Obava z nemístného tlaku úředníků na rodiče, z profesionalizace pěstounské péče a pěstounské péče na dobu určitou, z rušení kojeneckých ústavů.                               | 5. září 2012                              | kterým se mění zákon č. 359/1999 Sb., o sociálně-právní ochraně dětí, ve znění pozdějších předpisů, a další související zákony Cílem novely byl především posun systému péče o ohrožené děti od ústavní péče k péči v (náhradním) rodinném prostředí. | 564                                       | 104                                       | 61                                        | 29                                        | 27. listopadu 2012 401/2012 Sb.           |                                           |
| 54.                                       | 17. září 2012 Nepřiměřené posílení pravomoci ředitelů věznic v procesu podmínečného propuštění. Nelogický paragraf o odebrání řidičského oprávnění neplatičům výživného.                    | 6. září 2012                              | kterým se mění zákon č. 40/2009 Sb., trestní zákoník, ve znění pozdějších předpisů, a některé další zákony Novela usnadňovala podmíněné propuštění vězňů, přičemž zvyšovala práva ředitelů věznic v procesu podmínečného propuštění. | 584                                       | 7. listopadu 2012 byl přijat              | 7. listopadu 2012 byl přijat              | 7. listopadu 2012 byl přijat              | 23. listopadu 2012 390/2012 Sb.           |                                           |
| 54.                                       | 17. září 2012 Nepřiměřené posílení pravomoci ředitelů věznic v procesu podmínečného propuštění. Nelogický paragraf o odebrání řidičského oprávnění neplatičům výživného.                    | 6. září 2012                              | kterým se mění zákon č. 40/2009 Sb., trestní zákoník, ve znění pozdějších předpisů, a některé další zákony Novela usnadňovala podmíněné propuštění vězňů, přičemž zvyšovala práva ředitelů věznic v procesu podmínečného propuštění. | 584                                       | 103                                       | 89                                        | 1                                         | 23. listopadu 2012 390/2012 Sb.           |                                           |
| 55.                                       | 24. září 2012 Neexistence konsensu na důchodové reformě a rizika spuštění „druhého pilíře“ v době finanční krize.                                                                           | 6. září 2012                              | o pojistném na důchodové spoření | 692                                       | 7. listopadu 2012 byl přijat              | 7. listopadu 2012 byl přijat              | 7. listopadu 2012 byl přijat              | 27. listopadu 2012 397/2012 Sb.           |                                           |
| 55.                                       | 24. září 2012 Neexistence konsensu na důchodové reformě a rizika spuštění „druhého pilíře“ v době finanční krize.                                                                           | 6. září 2012                              | o pojistném na důchodové spoření | 692                                       | 102                                       | 89                                        | 2                                         | 27. listopadu 2012 397/2012 Sb.           |                                           |
| 55.                                       | 24. září 2012 Neexistence konsensu na důchodové reformě a rizika spuštění „druhého pilíře“ v době finanční krize.                                                                           | 6. září 2012                              | o změně zákonů v souvislosti s přijetím zákona o pojistném na důchodové spoření | 693                                       | 7. listopadu 2012 byl přijat              | 7. listopadu 2012 byl přijat              | 7. listopadu 2012 byl přijat              | 27. listopadu 2012 399/2012 Sb.           |                                           |
| 55.                                       | 24. září 2012 Neexistence konsensu na důchodové reformě a rizika spuštění „druhého pilíře“ v době finanční krize.                                                                           | 6. září 2012                              | o změně zákonů v souvislosti s přijetím zákona o pojistném na důchodové spoření | 693                                       | 102                                       | 90                                        | 2                                         | 27. listopadu 2012 399/2012 Sb.           |                                           |
| 56.                                       | 12. listopadu 2012 Nesystémová podpora privilegující jedno průmyslové odvětví. | 26. října 2012                            | o audiovizuálních dílech a podpoře kinematografie a o změně některých zákonů (zákon o audiovizi) | 620                                       | 18. prosince 2012 byl přijat              | 18. prosince 2012 byl přijat              | 18. prosince 2012 byl přijat              | 31. prosince 2012 496/2012 Sb.            |                                           |
| 56.                                       | 12. listopadu 2012 Nesystémová podpora privilegující jedno průmyslové odvětví. | 26. října 2012                            | o audiovizuálních dílech a podpoře kinematografie a o změně některých zákonů (zákon o audiovizi) | 620                                       | 141                                       | 1                                         | 9                                         | 31. prosince 2012 496/2012 Sb.            |                                           |
| 57.                                       | 19. listopadu 2012 Zrušení institutu vyvlastnění. | 25. října 2012                            | kterým se mění zákon č. 44/1988 Sb., o ochraně a využití nerostného bohatství (horní zákon), ve znění pozdějších předpisů Novela rušila právo veta státu na využití výhradních ložisek nerostů a rušila možnost vyvlastnění nebo omezení vlastnických práv majitelů nemovitostí dotčených využíváním těchto ložisek. | 731                                       | 19. prosince 2012 byl přijat              | 19. prosince 2012 byl přijat              | 19. prosince 2012 byl přijat              | 31. prosince 2012 498/2012 Sb.            |                                           |
| 57.                                       | 19. listopadu 2012 Zrušení institutu vyvlastnění. | 25. října 2012                            | kterým se mění zákon č. 44/1988 Sb., o ochraně a využití nerostného bohatství (horní zákon), ve znění pozdějších předpisů Novela rušila právo veta státu na využití výhradních ložisek nerostů a rušila možnost vyvlastnění nebo omezení vlastnických práv majitelů nemovitostí dotčených využíváním těchto ložisek. | 731                                       | 120                                       | 31                                        | 42                                        | 31. prosince 2012 498/2012 Sb.            |                                           |